# Sydney Fairbairn Rowell
Sir Sydney Fairbairn Rowell, avstralski general, * 15. december 1894, † 12. april 1975.
Med letoma 1950 in 1954 je bil načelnik Generalštaba Avstralske kopenske vojske.